# 罗兹多利亚 (第聂伯罗彼得罗夫斯克州)
48°16′16″N 35°44′37″E / 48.27111°N 35.74361°E
羅茲多利亞（烏克蘭語：Роздолля），是烏克蘭的村落，位於該國中部第聶伯羅彼得羅夫斯克州，由錫內利尼科韋區罗兹多雷市镇負責管轄，處於中泰爾薩河左岸，分別距離新沃兹内森卡1公里和扎波里日亚-赫鲁杜瓦泰2公里，2001年人口163。